# Kiabi
Le texte peut changer fréquemment, n’est peut-être pas à jour et peut manquer de recul. 
Le titre et la description de l'acte concerné reposent sur la qualification juridique retenue lors de la rédaction de l'article et peuvent évoluer en même temps que celle-ci.
Kiabi Europe est une société de distribution de prêt-à-porter créée en 1978 à Roncq par Patrick Mulliez.
C'est l'une des première entreprise à se lancer dans la vente de vêtements à bas prix.
Kiabi fait partie de l'Association familiale Mulliez à laquelle appartient notamment Auchan.

## Histoire
Kiabi ouvre son premier magasin à Roncq, dans le Nord, en 1978. C'est la première entreprise à se lancer dans la vente de vêtements à bas prix,.
L'enseigne compte 85 points de vente en 1997.
L'entreprise s'installe en 1993, en Espagne, puis trois ans plus tard en Italie et enfin en Russie depuis 2008.
Kiabi Kids, enseigne vouée à l'habillement de l'enfant de 0 à 16 ans, voit le jour le 26 novembre 2014 à Angers. De nouvelles ouvertures sont alors programmées dans d'autres villes.
En 2000, Kiabi s'affiche en pionnier du web avec son site de commerce en ligne. Aujourd'hui[Quand ?], il couvre 27 pays dans le monde[réf. nécessaire].
En 2016, 56 stylistes travaillent pour la marque.
En juin 2019, Kiabi déclare s'engager à viser une production durable d'ici à 2030 tout en maintenant sa politique de petits prix,.
En août 2020, Kiabi ouvre son 1er magasin consacré à la seconde main, puis lance son site pour ce même domaine, Seconde Main by Kiabi.
En août 2022, Kiabi dévoile son slogan « Toujours plus pour les familles »
En juin 2024, le groupe inaugure une première boutique au Koweït. 

### Signification du nom «Kiabi»
À ses débuts, Kiabi a failli s’appeler « La grande armoire ». Les fondateurs souhaitaient quelque chose de court et qui reste à l’esprit. Ils ont opté pour Kiabi qui ne voulait rien dire à l’étranger, mais qui disait tout simplement « qui habille ».

## Mode inclusive
Depuis 1978 et dans le cadre de sa mission de « faciliter la vie des familles », Kiabi accompagne les familles dans tous leurs moments de vie en proposant une mode accessible, pour toutes les morphologies et toujours à petits prix,[source insuffisante].
Kiabi développe depuis 2015 des collections mode destinées aux enfants et adultes en situation de handicap, et une gamme de lingerie post-opératoire pour les femmes atteintes d’un cancer du sein[source secondaire souhaitée]. En mai 2015, Kiabi lance brièvement le site SoaSoa.fr, spécialisé dans la mode pour la femme en surpoids, aujourd'hui fermé. 

## Critiques sur la mise en place de vidéosurveillance algorithmique
En juillet 2023, Streetpress affirme que des magasins des enseignes Kiabi, ainsi que d'autres enseignes, ont déployé illégalement la solution de vidéosurveillance algorithmique de l'entreprise française Veesion, qui utilise l'intelligence artificielle pour surveiller le comportement de leur clientèle. Streetpress souligne que la loi du 19 mai 2023 relative aux jeux olympiques et paralympiques de 2024 n'autorise la vidéosurveillance que dans les « lieux accueillant des manifestations, leurs abords et les transports en commun », , ce qui exclut les magasins et la collecte de données biométriques,. Cela ne respecte pas non plus le consentement selon la CNIL. L'association La Quadrature du Net affirme aussi que l'État a rappelé aux professionnels du secteur l'illégalité de la vidéosurveillance algorithmique en supermarché. Le 21 juin 2024, le Conseil d'État rejette la requête de Veesion de suspension de la mise en conformité exigée par la CNIL et de condamnation aux dépens de la CNIL à 4 000 euros, car il estime que sa solution de vidéosurveillance pour détecter le vol à l'étalage n'est pas conforme au Règlement général sur la protection des données,.

## Le Petit Magasin
En 2017, Kiabi ouvre un nouveau type de magasins spécialisés dans les invendus de ses propres collections, appelés les Petits Magasins. Kiabi fait don à ces magasins solidaires ouverts via des associations locales. L'enseigne ambitionne d'en ouvrir 100 d'ici à 2030. 
En 2025, une enquête du média d'investigation Disclose révèle que cette opération permet à Kiabi de bénéficier d'exonérations fiscales grâce à la loi antigaspillage pour une économie circulaire qui interdit aux enseignes de détruire leurs invendus. En les donnant à des associations, elles obtiennent une réduction fiscale équivalant à 60 % de la valeur des vêtements. Le média reproche à Kiabi d'« exploiter » cette loi et de profiter de cet « effet d'aubaine méconnu » en ayant la main sur les associations à laquelle elle donne, tout en profitant de locaux subventionnés,, rénovés ou prêtés par les collectivités locales. 

## Détournement de fonds
En 2024, une ancienne employée est soupçonnée d'avoir détourné 100 000 000 € (100 000 000 €2024), à l'entreprise. Elle est arrêtée à Figari et placée en détention provisoire pour escroquerie en bande organisée le 18 août 2024.

## Performances économiques
En 1997 le chiffre d'affaires est de 4,2 milliards de francs. En 2008, Kiabi réalise un chiffre d'affaires de 752 millions d'euros. En 2014, ce chiffre avoisine les 1,558 milliard d'euros. En 2018, ce chiffre d'affaires s'élève à 1,966 milliard d'euros, mais la croissance de l'entreprise ralentit, passant de 8,7 % de croissance en 2014 contre seulement 2,1 % en 2018. En 2022 le chiffre d'affaires est de 2,2 milliards d'euros.

## Stratégie managériale
Selon Challenges, le groupe a mis en place une stratégie managériale qui permet de mettre en avant et de récompenser les idées de ses collaborateurs en interne.